# Chassignolles, Haute-Loire
Chassignolles là một xã thuộc tỉnh Haute-Loire nam trung bộ nước Pháp. Xã Chassignolles, Haute-Loire nằm ở khu vực có độ cao từ 666-1107 mét trên mực nước biển.